# Oleksandr Toertsjynov
Oleksandr Valentynovytsj Toertsjynov (Oekraïens: Олександр Валентинович Турчинов) (Dnipro, 31 maart 1964) is een Oekraïens politicus, schrijver, baptistenpredikant en econoom en van februari tot juni 2014 interim-president en parlementsvoorzitter van Oekraïne.
Toertsjynov heeft metaalkunde gestudeerd en zit sinds 1990 in de Oekraïense politiek. Sinds halverwege de jaren negentig werkt hij samen met Joelia Tymosjenko en samen stonden ze aan de wieg van de Vaderlandpartij. Van 2007 tot 2010 was hij vice-premier onder Tymosjenko. In 2008 nam Toertsjynov deel aan de burgemeestersverkiezingen van Kiev, maar verloor. Tijdens de Euromaidan-protesten in Oekraïne in 2013-2014 en aansluitend de revolutie van de Waardigheid in Kiev heeft hij geholpen met de oprichting van een burgerwacht die demonstranten beschermde tegen ordetroepen, hetgeen hem lof oogstte bij de betogers, maar waardoor president Viktor Janoekovytsj een gerechtelijk onderzoek tegen hem instelde. Nadat Volodymyr Rybak op 22 februari 2014 aftrad als voorzitter van het Oekraïense parlement (formeel om gezondheidsredenen), werd Toertsjynov door de meerderheid verkozen tot zijn opvolger. Zittend president Janoekovytsj, die op dezelfde dag Kiev had verlaten, werd op 23 februari door het parlement uit zijn functie gezet, waarna Toertsjynov tevens tot waarnemend president van Oekraïne werd gekozen.
Op 16 december 2014 benoemde President Petro Porosjenko Toertsjynov tot secretaris van de 'National Security and Defence Council' van Oekraïne.
Verder is Toertsjynov een bekend romanschrijver en behandelt thema's als corruptie, zwarte handel en totalitarisme. Zijn psychologische thriller Illusie van angst die vol Bijbelcitaten staat, werd in 2005 verfilmd. Ook is hij een baptistische priester.
Zijn voornaam wordt in de Nederlandstalige pers ook wel gespeld als Olexandr, Aleksandr of Alexander, zijn achternaam ook wel als Toertsjinov.